# Ментор (Вісконсин)
Ментор (англ. Mentor) — місто (англ. town) в США, в окрузі Кларк штату Вісконсин. Населення — 546 осіб (2020).

## Демографія
Згідно з переписом 2010 року, у місті мешкали 584 особи в 226 домогосподарствах у складі 159 родин. Було 334 помешкання
Расовий склад населення:
| - 93,7 % — білих - 1,4 % — азіатів - 0,9 % — корінних американців - 3,6 % — осіб інших рас |

До двох чи більше рас належало 0,5 %. Частка іспаномовних становила 4,5 % від усіх жителів.
За віковим діапазоном населення розподілялося таким чином: 24,0 % — особи молодші 18 років, 60,2 % — особи у віці 18—64 років, 15,8 % — особи у віці 65 років та старші. Медіана віку мешканця становила 40,0 року. На 100 осіб жіночої статі у місті припадало 109,3 чоловіків;  на 100 жінок у віці від 18 років та старших — 109,4 чоловіків також старших 18 років.
Середній дохід на одне домашнє господарство  становив 56 325 доларів США (медіана — 50 833), а середній дохід на одну сім'ю — 60 838 доларів (медіана — 57 969). Медіана доходів становила 48 438 доларів для чоловіків та 28 889 доларів для жінок. За межею бідності перебувало 15,0 % осіб, у тому числі 30,1 % дітей у віці до 18 років та 9,9 % осіб у віці 65 років та старших.
Цивільне працевлаштоване населення становило 294 особи. Основні галузі зайнятості: освіта, охорона здоров'я та соціальна допомога — 15,3 %, виробництво — 13,9 %, сільське господарство, лісництво, риболовля — 12,2 %, мистецтво, розваги та відпочинок — 11,9 %.